# Excelsior Motor Company
A Excelsior Motor Company LTD. foi uma construtora de automóveis de Birmingham no Reino Unido, fundada nos anos de 1920. Bayliss e Thomas faziam parte do círculo industrial de Birmingham, estabelecida como fabricante em 1874, usando a marca Excelsior. Inicialmente estavam instalados na Stanton Stoney Road, em Hillfields, Coventry, Warwickshire antes de se mudarem para a Kings Road, Tyseley, Birmingham, em 1921.
Quando começaram a preduzir carros tiveram que alterar o nome pois no ano de 1920 já havia uma marca de carros da Bélgica com o nome Excelsior, tiveram então que usar o antigo nome Bayliss-Thomas, os seus modelos possuiam três rodas e motor arrefecido a ar, mas a produção também era de carros convencionais como o modelo 9-13HP. Foram produzidos aproximadamente 1000 carros.

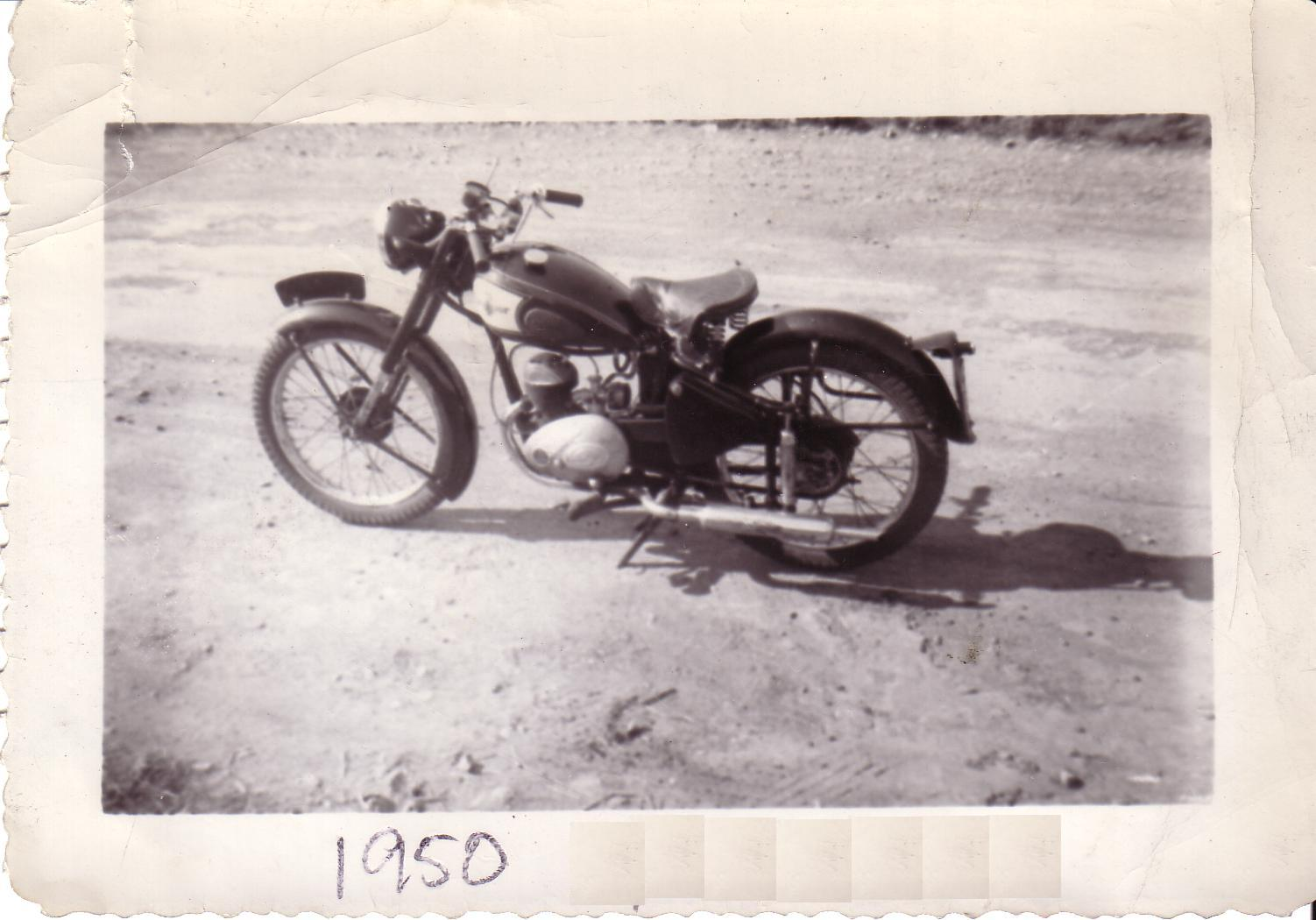
Excelsior Universal 125cc de 1950.

## Referência
- Logotipos e dados de empresas automobilísticas